# Schloss Gröditzberg

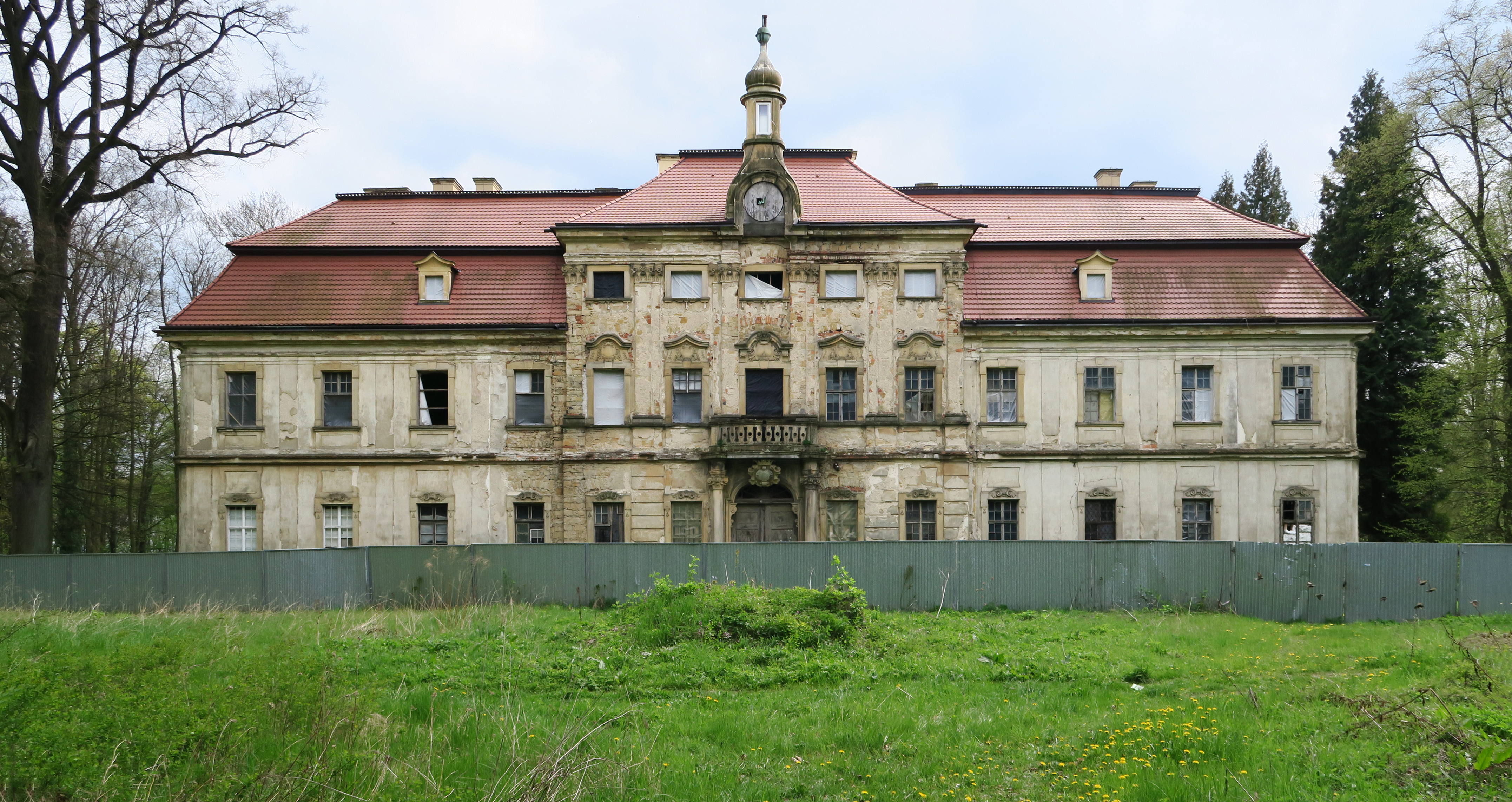
Schloss Gröditzberg

Schloss Gröditzberg aus der Luft

Das Schloss Gröditzberg (polnisch Pałac w Grodźcu) ist ein Barockschloss in Grodziec (deutsch Gröditz) in der  Landgemeinde Zagrodno (Adelsdorf) im Powiat Złotoryjski (Kreis Goldberg) in der Woiwodschaft Niederschlesien in Polen. Historisch gehörte es zum Herzogtum Liegnitz.

## Geschichte
Unterhalb des 389 m hohen Basaltkegels mit der Gröditzburg errichtete Reichsgraf Johannes Wolfgang (auch Hans Wolf) von Frankenberg auf Alt Warthau, seit 1708 Besitzer der Herrschaft Gröditz, in den Jahren von 1718 bis 1727 das neue Schloss Gröditzberg. Der Entwurf stammt vermutlich vom Architekten Martin Frantz oder von Johann Blasius Peintner (1673–1732). Nach dem Übergang an Preußen 1742 gehörte es 1749–1753 dem preußischen Feldmarschall Friedrich Leopold von Geßler. Weitere Besitzer waren u. a. 1800–1823 die Grafen Hochberg auf Fürstenstein, danach der Bankier Wilhelm Christian Benecke von Gröditzberg, respektive dessen Sohn, der Leutnant Wilhelm Georg von Groeditzberg (1817–1902). Von 1893 bis 1899 stand der Besitz im Eigentum der Henckel von Donnersmarck, denen der kaiserliche Gesandte Willibald von Dirksen folgte. Erbe war 1928 sein Sohn, der Diplomat Herbert von Dirksen, der bis 1945 auf dem Schloss lebte. In der letzten Ausgabe des Güter-Adressbuch Schlesien bestand die Herrschaft Gröditzberg aus dem gleichnamigen Rittergut mit den Forsten Gröditzberg und Mönchsberg, gesamt 1284 ha Fläche. An der Spitze des Betriebes stand ein Güterdirektor. Der Eigentümer war zu diesem Zeitpunkt in Tokio.
Nach dem Übergang Schlesiens bei Kriegsende 1945 an Polen, wurde das Dominium als eine volkseigene landwirtschaftliche Produktionsgenossenschaft verstaatlicht. Das Schloss diente zunächst als Arbeiterunterkunft, später wurden darin Wohnungen eingerichtet. Wegen des schlechten Bauzustands wurden 1980 erste Instandsetzungsarbeiten vorgenommen, u. a. musste die Decke des Ballsaals gesichert werden. Obwohl nach der politischen Wende von 1989 das Schloss privatisiert wurde, verwahrloste die Anlage weiter. Nach 2001 wurden Sicherungsmaßnahmen veranlasst und das Mansarddach saniert.

## Bauwerk und Umgebung
Der Bau ist dreiflügelig als „Palais entre court et jardin“ mit einem nach Süden ausgerichteten Innenhof gestaltet, zu dem eine zweiarmige Auffahrtsrampe führt. Bemerkenswert ist die dreischiffige Durchfahrtshalle, die sich an Werken von Lucas von Hildebrandt orientiert. Darüber befindet sich ein Festsaal mit bemaltem Spiegelgewölbe. Der repräsentative Mittelrisalit hat eine komposite Pilastergliederung und geschweifte Fensterverdachungen in der bel étage.
Anstelle des ursprünglichen Barockgartens wurde zu Anfang des 19. Jahrhunderts ein Landschaftspark angelegt, in dem um 1900 u. a. Aussichtsturm errichtet wurde.